# Europese weg 662
De Europese Weg 662 of E662 is een Europese weg die loopt van Subotica in Servië naar Osijek in Kroatië.

## Algemeen
De Europese weg 662 is een Klasse B-verbindingsweg en verbindt het Servische Subotica met het Kroatische Osijek en komt hiermee op een afstand van ongeveer 140 kilometer. De route is door de UNECE als volgt vastgelegd: Subotica - Sombor - Osijek.